# يلسيغورن
يلسيغورن (بالإنجليزية: Elsighorn)‏ هو أحد جبال سلسلة جبال الألب البرنية وجزء من القمة الأم فينستيرارون يقع في كانتون برن، سويسرا. يبلغ ارتفاع الجبل حوالي 2341 متر، بينما يبلغ ارتفاع نتوء الجبل 301 متر.